# Aššur-dan II.
Aššur-dan II. (Aschschur-dan, Assur-dan) war von ca. 935 v. Chr. bis 912 v. Chr. König des Assyrischen Reiches. Sein Name bedeutet: (Der Gott) Aššur ist (mein) Richter oder Assur ist stark.
Er war Nachfolger und Sohn von Tiglat-pileser II. Unter ihm begann eine Entwicklung, die zur Bildung des sogenannten Neuassyrischen Reichs führte, das zuvor eine lange Schwächephase durchlaufen hatte. Aššur-dan hingegen konnte die Machtposition Assyriens in Mesopotamiens gegen die Aramäer und im Süden gegen die Babylonier wieder sichern.
Aššur-dan errang mehrere Siege gegen die Aramäer, darunter in seinem ersten Regierungsjahr gegen den Staat Jausa, der wohl bei Karkemiš lag. Diese bedeuteten jedoch nicht immer langfristigen Landgewinn, da er in einigen Fällen die gleichen Städte in verschiedenen Jahren mehrfach erobern musste, sie also zwischenzeitlich von den Aramäern zurückerobert worden waren. Außerdem bestrafte er die Räuber der Länder östlich von Assyrien, die wiederholt Überfälle auf Reichsgebiet durchgeführt hatten. Damit verschaffte er der assyrischen Wirtschaft wieder Zugang zum Iranischen Hochland. In einem anderen Krieg wurde der König von Katmuḫḫi gefangen und „lebendig geschunden“. Auch Feldzüge gegen das Muṣri-Gebirge im Nordosten von Ninive (Ğebel Maqlūb) sind belegt. Insgesamt hatte Aššur-dan zwar immer noch um die Verteidigung des assyrischen Kernlandes zu kämpfen, ging jedoch auch nach langer Zeit der außenpolitischen Schwäche des Reiches wieder in geringem Umfang in die Offensive über.
Der Fokus seiner Aktivitäten lag jedoch auf der Innenpolitik, wobei sein Name mit einigen verwaltungstechnischen, ökonomischen und militärischen Reformen verbunden ist: Indem er unkultiviertes Land durch Ansiedlung von Bauern urbar machen ließ, die Bewässerung förderte und die Herstellung von Pflügen anordnete, legte er den Grundstein zum Wiederaufschwung des Reiches nach der Krise der vorherigen Jahrzehnte. Die Jagd auf Wildtiere, die er in großem Stil betrieb, stellte nicht nur eine royale Freizeitbeschäftigung dar, sondern sollte auch Einbußen der Landwirtschaft durch Wildfraß gering halten. Daneben ist für Aššur-dan der Wiederaufbau von Tempeln und Palästen sowie die Reorganisation des Heeres bezeugt. Für einen Erfolg seiner Politik spricht auch, dass unter Aššur-dan II. die assyrischen Annalen wieder einsetzen. Dennoch bedeuteten weiterhin Truppenaushebungen und Hungersnöte eine Belastung für die Bevölkerung.
Sein Nachfolger und Sohn war Adad-nirari II.